# Klosterberg (Oberlausitz)
Der Klosterberg (obersorbisch Klóšterska hora bzw. Pinč) mit 394 m ü. NHN Höhe ist eine Erhebung in der Oberlausitz.
Er befindet sich im Westlausitzer Hügel- und Bergland. Seine nach Südosten in Richtung Tröbigauer Berg, Jungfernstein und Tröbigauer Butterberg fortlaufende Kammlinie bildet die Naturraumgrenze zwischen dem Oberlausitzer Gefilde im Norden und dem Oberlausitzer Bergland im Süden. Aus südlicher Richtung stellt der Berg sich als allmähliche Erhebung aus dem Tal des Schwarzwassers dar, während er vom Norden her steil aus dem flachen Oberlausitzer Gefilde emporsteigt und aus weiter Ferne sichtbar ist. Unmittelbar unterhalb dieses Nordhangs liegt die Ortschaft Demitz-Thumitz. Weitere angrenzende Ortschaften von hier aus im Uhrzeigersinn sind Medewitz, Cossern, Naundorf, Tröbigau, Neuschmölln und Schmölln/OL. Die höchstgelegene dieser Ortschaften ist das am südlichen Hang in unmittelbarer Nähe der Bergspitze gelegene Neuschmölln.

## Name
Sein Name Klosterberg bezieht sich auf das Kloster St. Marienstern in Panschwitz-Kuckau, zu dem der Berg (wie auch Demitz) jahrhundertelang gehörte. Erstmals im Klosterbesitz erwähnt wurde der Berg im Jahr 1413. Andere Namen waren Bozen und Schwartzberg.

## Geologie
Der Klosterberg befindet sich inmitten des Lausitzer Granitstocks. Seit 1840 wurde der Granit in verschiedenen Steinbrüchen rund um den Berg abgebaut. Heute findet der Granitabbau noch im kleineren Umfang nordöstlich des Berges in der Nähe von Demitz-Thumitz durch die Basalt-Actien-Gesellschaft statt.

## Tourismus

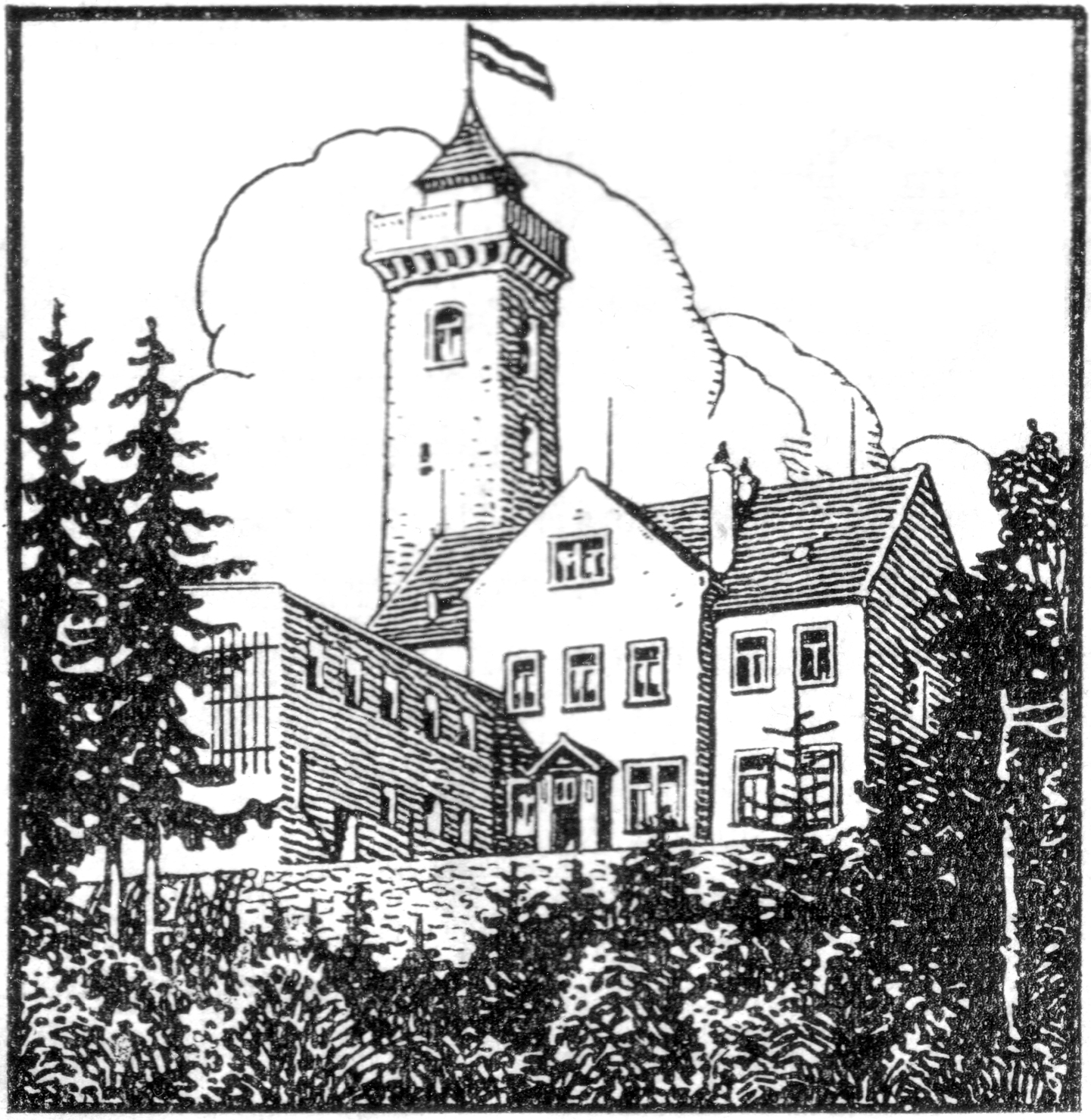
Gaststätte Klosterberg 1911

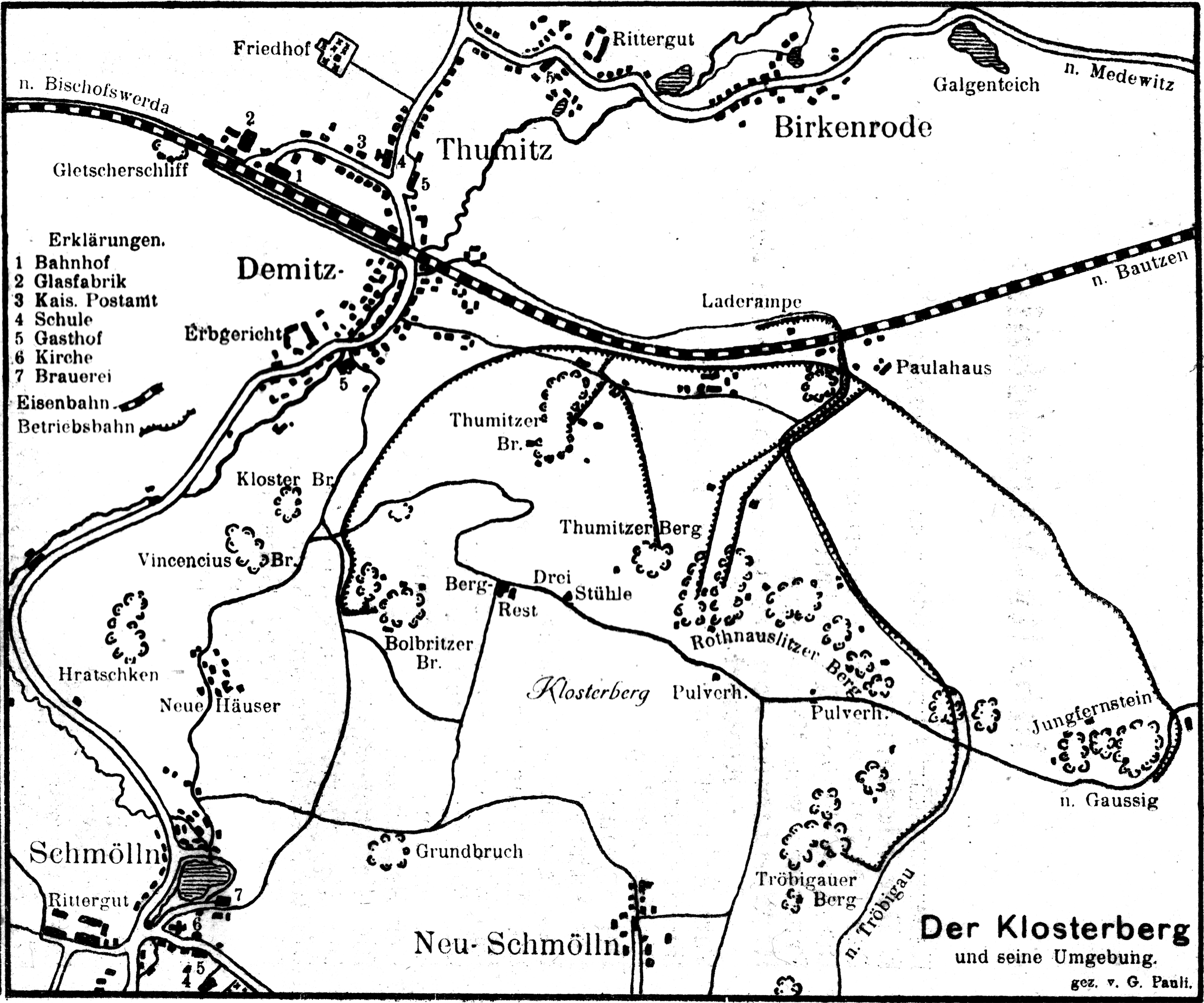
Klosterberg und seine Umgebung von Georg Pauli 1911

Am Gipfel des Berges befindet sich ein Ausflugsrestaurant, welches aus Richtung Neuschmölln per Kraftfahrzeug und zu Fuß über verschiedene Wanderwege unter anderem aus Richtung Demitz-Thumitz, Schmölln und Tröbigau erreichbar ist. Rund um den Berg befinden sich mehrere mit Wasser gefüllte Steinbruchrestlöcher, die von Einheimischen und Touristen als Badeseen genutzt werden.
In den 1920er und 1930er Jahren befand sich am Südwest-Hang des Berges die Hütte Sonnenhäusel der Ortsgruppe Demitz-Thumitz des T. V. die Naturfreunde. Der Verein wurde in der Nazi-Zeit verboten und die Immobilien beschlagnahmt.

## Mythologie

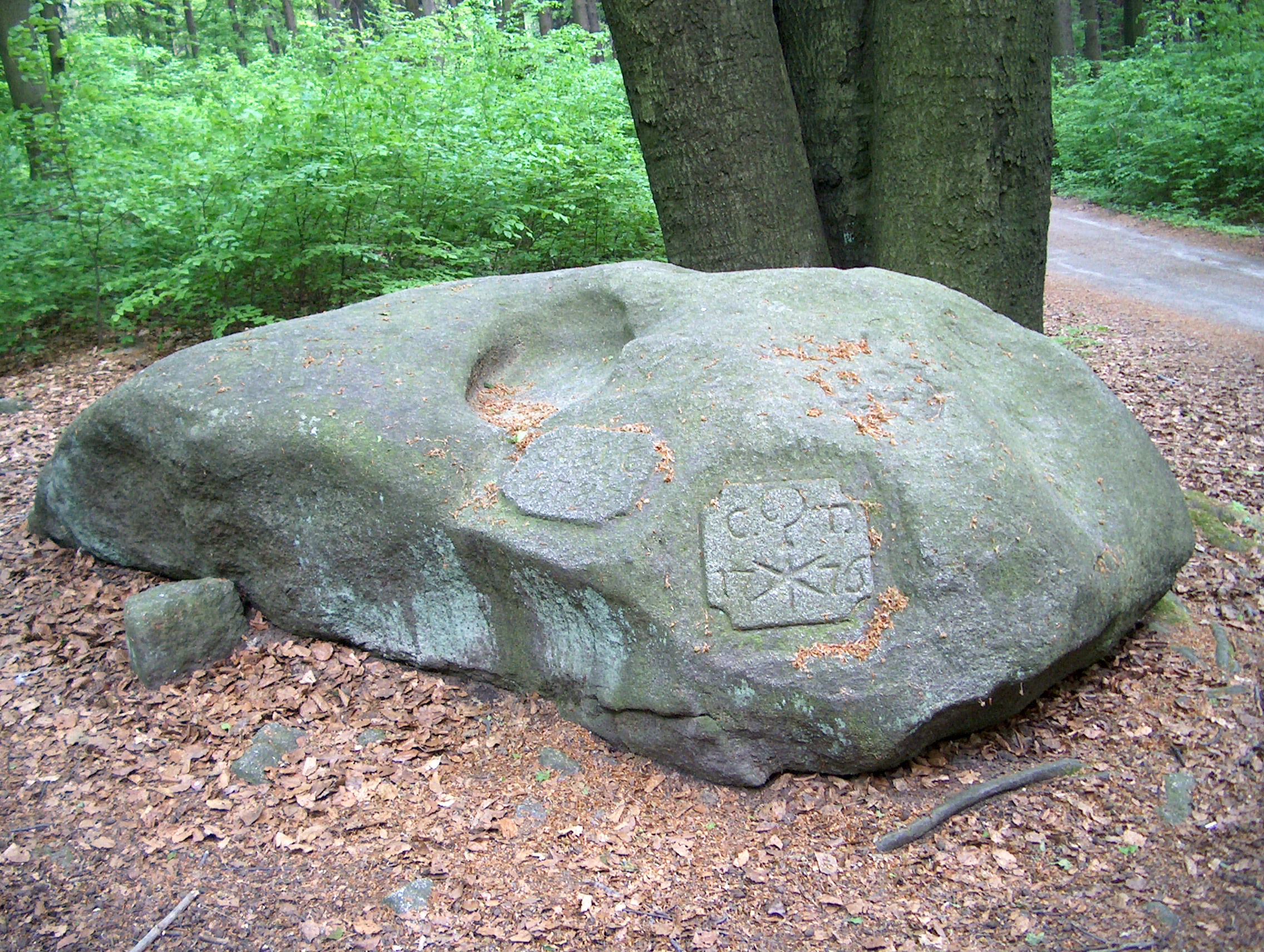
Dreisesselstein

Nur wenige hundert Meter vom Gipfel entfernt liegt der Dreisesselstein, ein eigenwillig geformter Granitblock mit drei großen Einkerbungen („Sesseln“), der zum Sagenschatz der Oberlausitz gehört. Der Inhalt der „Sage vom Jungfernstein“ lautet folgendermaßen:
„In den grossen Höhlungen desselben [des Jungfernsteines] wohnte vor Jahren ein Berggeist mit seinen drei Töchtern, die sich durch Schönheit, Anmut und Gewandheit auszeichneten. Wenn in der Schenke zu Demitz (nach anderem in Neuschölln) Tanz abgehalten wurde, so erschienen sie und wurden von der männlichen Jugend vor allen bevorzugt. Bedauert wurde nur, dass sie immer schon vor Mitternacht den Saal verliessen. Oft wurden sie von Demitzer Burschen nach Hause begleitet. Ihr Weg führte über den Klosterberg bis zu einem grossen Steine mit drei Löchern, in die man sich setzen kann. Hier wurde immer ein wenig geruht. Deshalb führt der Stein heute noch den Namen ‚Die drei Stühle‘. Die Jungfrauen erzählten, dass sie hier oft weilten und gern sässen, weil man von hier aus einen grossen Teil der fruchtbaren Lausitzer Fluren überblicken kann. Aber kurz vor Mitternacht verabschiedeten sich die Jungfrauen, nahmen keine weitere Begleitung an und verschwanden in Richtung nach den Jungfernsteinen. Einmal nahmen sich die Burschen vor, die Wohnung der schönen Jungfrauen auszukundschaften und hielten sie deshalb in lebhafter Unterhaltung länger als gewöhnlich bei den ‚drei Stühlen‘ fest. Plötzlich schlug die Uhr zwölf vom Turme zu Schmölln. Ein wilder Aufschrei ertönte sogleich aus den drei Kehlen, und die Jungfrauen waren verschwunden. Erschrocken und wie angewurzelt standen ihre Begleiter da. Kein Lüftchen rührte sich, und doch ergriff sie ein unheimliches Gruseln. Nur kurze Zeit hatten sie gestanden, als ein markerschütternder Schrei ertönte, der aus der Richtung des Galgenteiches bei Birkenrode kam. Kurz darnach folgte ein zweiter und dritter Schrei. Von da an erschienen die schönen Jungfrauen nie wieder zum Tanze.
Man sagt: Der Berggeist habe seine drei Töchter im Galgenteiche ertränkt, weil sie sein Gebot nicht gehalten hätten, vor Mitternacht zu Hause zu sein.“

## Literatur

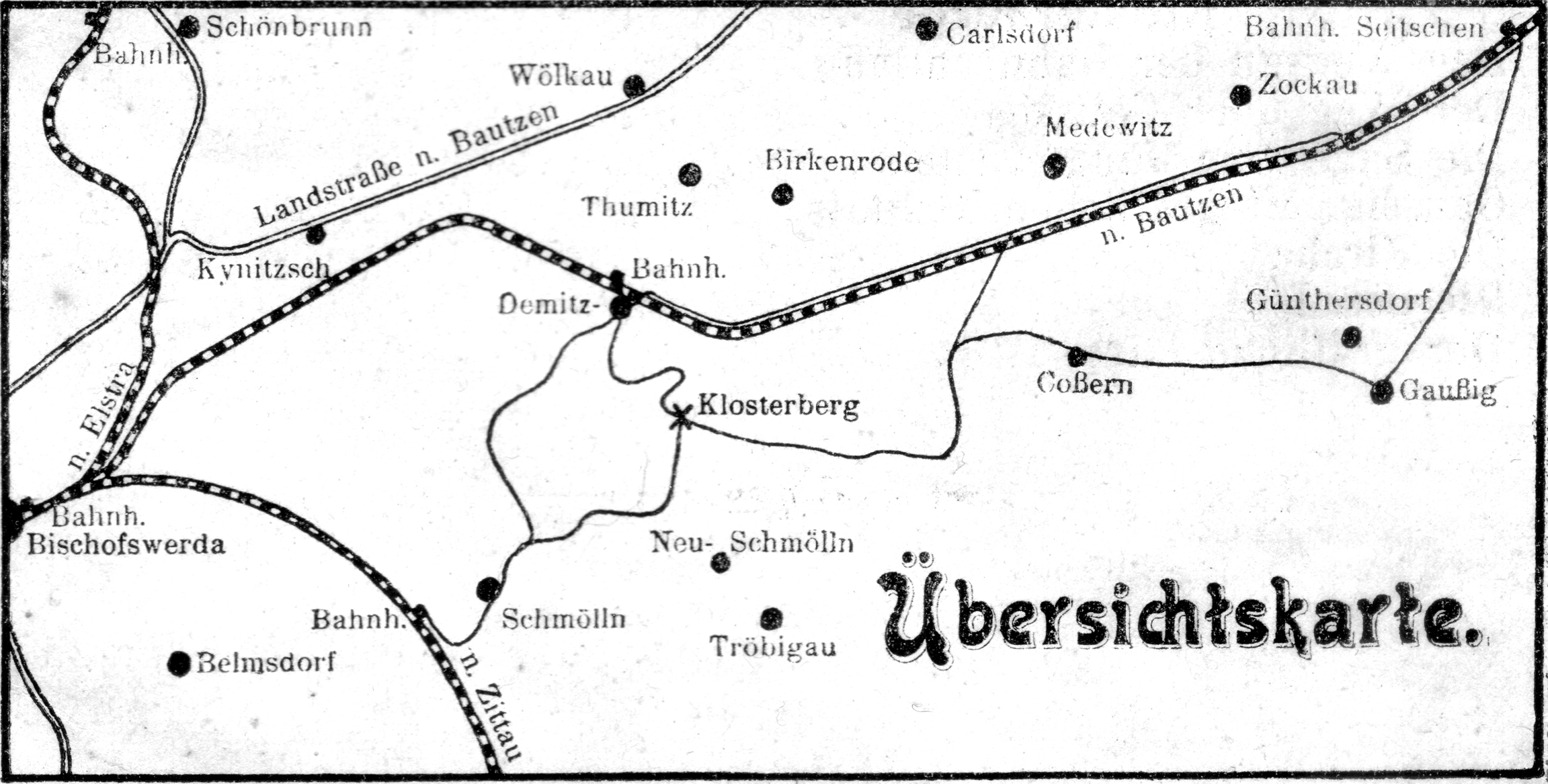
Übersichtskarte von Georg Pauli